# Железный Флаг
«Железный Флаг» (кит. 鐵旗門, англ. The Flag of Iron, букв. Клан Железного Флага) — фильм с боевыми искусствами режиссёра Чжан Чэ, вышедший в 1980 году.

## Сюжет
Мастер уважаемого клана Железного Флага (клан, использующий копья с флагами в качестве оружия) убит таинственным Копьеносцем, убийцей, нанятым старшим братом клана, Цао Фэном по прозвищу Железный Тигр. Брат Ло, Железный Леопард, берёт вину на себя, когда представители власти приходят, чтобы произвести арест, и соглашается уйти на некоторое время. Цао Фэн пытается послать ему деньги, но они так и не доходят. Брата Ло пытаются убить. Копьеносец появляется снова, но, на этот раз, чтобы спасти Ло. Копьеносец признаётся, что он убил мастера клана, но был обманут Цао. Таким образом Цао Фэн может подчинить себе не только клан, но и соперников, Орлов. Ло и его брат, Железная Обезьяна, объединяются с Копьеносцем, чтобы пойти против Цао Фэна и отомстить за убитого мастера.

## В ролях
- Филип Куок[кит.] — Железный Леопард Ло Синь
- Цзян Шэн[англ.] — Железная Обезьяна Юань Лан
- Вон Лик — Свирепый Орёл Гао Дэн
- Лу Фэн — Железный Тигр Цао Фэн
- Лун Тяньсян[кит.] — Янь Сю
- Лам Саукуань — Лань Синь
- Куань Фун — предсказатель
- Сиу Юк — Железный Флаг Лю Хэн
- Тони Тхам — Железный Флаг Люй Бяо
- Юй Тайпин — Летающий Орёл Чэнь Сян
- Лам Файвон — хозяин борделя Лян
- Чжань Сэнь[англ.] — глава орлиного зала Ми Цзюгао
- Лау Фонсай — Ян Ипяо
- Лам Читхай — Железный Флаг Дай Цун
- Лян Яовэнь — глава Те Линь
- Чён Кам — мясник-убийца
- Вон Чхинхо — г-н Ху
- Чау Маклэй — трактирщик
- Лён Чёккхуань — официант
- Чань Хонькуон — официант
- Лай Яухин — человек клана
- Вань Сёнлам[кит.] — Железные Счёты Цзинь Бухуань
- Вон Ва — Железный Топор
- Ван Ханьчэнь — управляющий казино Цзэн

## Съёмочная группа
- Компания: Shaw Brothers
- Продюсер: Шао Жэньлэн
- Режиссёр: Чжан Чэ
- Сценарист: Ни Куан[кит.], Чжан Чэ
- Ассистент режиссёра: Цзян Шэн[англ.]
- Постановка боевых сцен: Филип Куок[кит.], Лу Фэн, Цзян Шэн
- Художник: Джонсон Цао
- Монтажёр: Лэй Имхой, Цзян Синлун
- Грим: У Сюйцин
- Дизайнер по костюмам: Лю Цзию
- Оператор: Чхоу Вайкхэй
- Композитор: Эдди Ван